# Sergio Podeley
Sergio Podeley (Monte Grande, Buenos Aires, 27 de enero de 1980) es un actor argentino de cine, teatro televisión. _

## Biografía

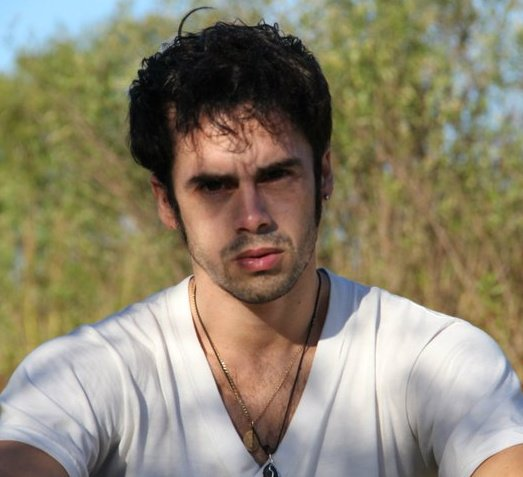
Sergio Podeley

Sergio Podeley se interesó en la actuación desde su adolescencia. Comenzó a tomar clases de teatro en el Conservatorio de Arte Dramático de Lomas de Zamora, pasando luego por la Escuela de Raúl Serrano y seminarios con Joy Morris.
En 1999 comienza a dar sus primeros pasos en televisión con pequeñas participaciones en la exitosa tira juvenil Verano del 98 y cortometrajes varios. Al año siguiente se le presenta su primer desafío actoral, formando parte del elenco protagónico de la multipremiada miniserie Okupas, dirigida por Bruno Stagnaro, protagonizada por Rodrigo de la Serna y producida por Ideas del Sur. Esta se convirtió en una serie de culto, y gracias a su actuación en ella comienza a destacarse prontamente con personajes fuertes en otras ficciones.
Apartándose del drama, pone énfasis en su faceta de comediante en 2005 formando parte del programa de TV La Vendetta, en donde realiza varios personajes en sketchs y cámaras ocultas. A partir de ese año, empieza a incursionar en producciones independientes de cine, siendo su primer protagónico El Gauchito Gil, la sangre inocente, junto a Sabrina Garciarena.

A su vez, en esa misma época, comienza a trabajar en la obra de teatro Amigos íntimos, una adaptación de poemas de Federico García Lorca, en el teatro El Vitral. Esta obra se mantuvo en cartel durante tres años consecutivos.
Luego de encarnar distintos personajes en cine y televisión, entre 2011 y 2012 es parte del elenco protagónico de la novela Contra las cuerdas, producida por Llorente & Villarroel y acompañado de un gran elenco. En contrapunto con sus personajes anteriores, aquí le toca encarnar a Juanjo, un estudiante de cine del interior de país, cuyo destino genera un punto de inflexión en la trama.
Ese mismo año, su versatilidad lo lleva a interpretar a Francisco "Panchito" Frías en Qué bueno que estés acá, obra de teatro en donde compartió protagonismo junto a Ezequiel Tronconi, Victorio D’Alessandro, Dalma Maradona, Hilén Rosón, Lucas Crespi y María Dupláa. Esta fue una de sus interpretaciones más destacadas por la crítica, ya que logra un personaje profundo y emotivo en donde se resaltan notablemente sus cualidades más sensibles como actor.
Los años 2014 y 2015 lo encuentran trabajando en Ecuador, en donde protagoniza pilotos para Ecuavisa, productoras independientes, protagoniza numerosos comerciales de televisión y es entrenador de actuación en el reality show Choque de décadas de Gama TV. Termina su año laboral en Ecuador, dirigiendo la comedia Lo que hablan las mujeres, en el Teatro del CCI, siendo esta un éxito.
Vuelve a Argentina en 2016 para protagonizar la serie Matungo, junto al multi-premiado actor Alejandro Awada, quien encarna el papel de su padre.

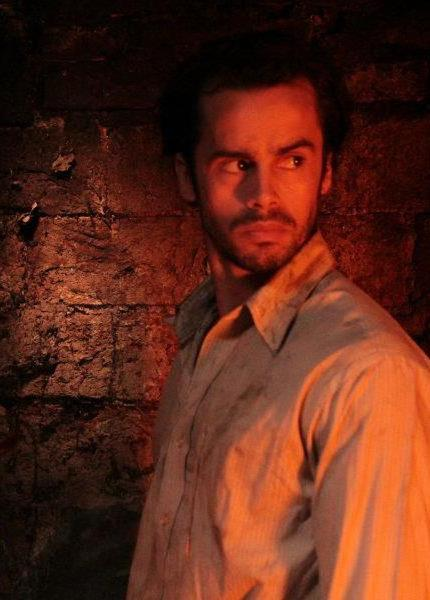
Podeley en Malacara

El actor se destaca además su destreza física, ya que entrenó taekwondo durante varios años consecutivos, disciplina que luego cambió por el boxeo y la lucha libre. Para interpretar a un joven jockey en la miniserie Matungo, tuvo que aprender a montar caballos de manera especializada, y para esto se preparó en la Escuela de Jockeys del Hipódromo de San Isidro, bajo el ojo de Héctor Libré.
Actualmente, se desempeña como maestro de actuación, siguiendo en paralelo su carrera en cine y televisión.
En 2020 regresa a Ecuador y realiza una participación estelar en la temporada final de la serie 3 familias.

## Cine
- Al Impenetrable (2023)
- Tomando estado (2020)
- La noche más fría (2017)
- Yo sé lo que envenena (2017)
- Malcara (2016)
- De cómo Hipólito Vázquez encontró magia donde no buscaba (2013)
- Los Ángeles (2009)
- Aparecidos (2008)
- A través de tus ojos (2007)
- La sangre inocente (2006)
- Nocturnos (2006)

## Televisión
- La 1-5/18 (2021-2022), como Rodrigo Luna
- Entre hombres (2021), como "Larto"
- 3 familias (2020), como Guillermo Poncella Choez
- Matungo (2017)
- Bs. As. bajo el cielo de Orión (2015)
- Dulce amor (2013)
- Lobo (2012)
- Víndica (2011)
- Umbrales (2011)
- Contra las cuerdas (2011), como Juanjo
- Botineras (2010)
- Gladiadores de Pompeya (2006), como Román Ávila
- Al Límite (2006)
- La Vendetta (2005)
- Media falta (2005)
- Hospital Público (2003)
- Hijos de la calle (2003)
- Abre tus ojos (2003)
- 099 Central (2002)
- Contrafuego (2002)
- Ciudad de pobres corazones (2002)
- Okupas (2000) como "el Mulo"
- Verano del 98 (2000/2001)

## Teatro

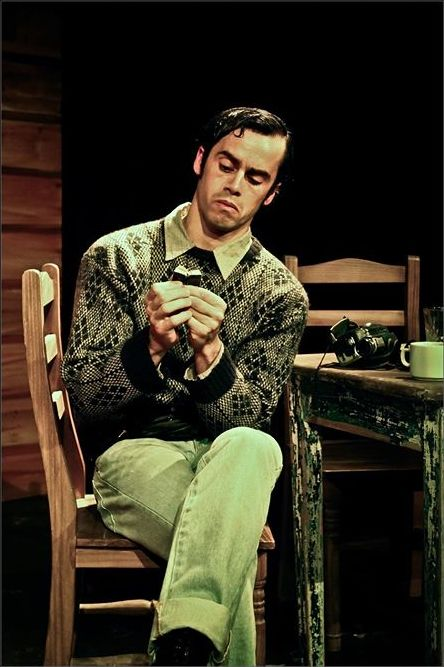
Sergio Podeley como Francisco Frías en Qué bueno que estés acá

- Que bueno que estés acá (2011/2012)
- Amigos íntimos (2004/2006)